# Juwelenraub
Juwelenraub (Originaltitel: Terror by Night / Deutscher Alternativtitel: Sarg mit doppeltem Boden) ist der dreizehnte Film der Reihe aus den Universal Studios mit Basil Rathbone als Sherlock Holmes. Er wurde unter Regie von Roy William Neill gedreht und kam 1946 in die Kinos. Er wurde später als The Stolen Jewels in englischsprachigen Ländern vertrieben.

## Handlung
Sherlock Holmes hat einen wichtigen Auftrag: Er soll den Diamanten von Lady Carstairs und ihrem Sohn Roland, den „Stern von Rhodesien“, beschützen. Bisher hat der Diamant noch keinem seiner Benutzer Glück gebracht, viele wurden gar ermordet. Doktor Watson erscheint mit einem alten Freund an, Major Duncan-Bleek, der fünfzehn Jahre in Indien war und erst gerade von dort zurückgekehrt ist. Inspector Lestrade von Scotland Yard soll ebenfalls auf den Diamanten aufpassen. Doch schon kurz nach Beginn der Reise wird Roland Carstairs tot in seinem Abteil aufgefunden, der Diamant ist gestohlen. Es gibt keine Verletzungsspuren an Carstairs Körper, weshalb Holmes vermutet, dass er vergiftet wurde.
Holmes, Watson und Lestrade beginnen, die Fahrgäste zu befragen. Das Ehepaar Shallcross wird von Watson wegen ihrer Nervosität verdächtigt, allerdings haben sie nur eine Teekanne mitgehen lassen. Lady Carstairs versucht, in das verschlossene Abteil ihres Sohnes zu gelangen, sie könnte von der Versicherungssumme profitieren. Auch der Mathematikprofessor Kilbane verhält sich Holmes gegenüber in abwehrender Haltung. Nach einem Mordanschlag auf Holmes will Holmes sich den Sarg von Vivian Vedder ansehen. Wie Holmes vermutet hat, befindet sich im Sarg ein Spezialfach, in dem sich mühelos jemand verstecken könnte. Vedder gibt zu, dass jemand sie für Geld engagiert habe, den Sarg mit doppelten Boden abzuholen und im Zug verstauen zu lassen. Von den kriminellen Machenschaften habe sie jedoch nichts gewusst.
Holmes enthüllt daraufhin, dass der echte Diamant nicht gestohlen wurde, da er ihn vor der Zugfahrt sicherheitshalber durch eine Imitation ersetzte. Der echte Diamant sei im Besitz von Lestrade. Kurz darauf findet Holmes den Gepäckwagen-Begleiter ermordet auf. Für den Zuschauer stellt sich heraus, dass Duncan-Bleek in Wirklichkeit Sebastian Moran ist, der ein guter Freund von Holmes Erzfeind Moriarty war. Moran schickt den Verbrecher Sands, der sich im geheimen Fach im Sarg versteckt hielt, um den echten Diamanten Lestrade zu entwenden. Das schafft er auch, indem er Lestrade niederschlägt, doch Duncan-Bleek alias Moran tötet auch Sands, damit er ihn nicht verrät. Doch Morans Tarnung ist längst aufgeflogen. Lestrade will ihn verhaften, doch trifft nun die schottische Polizei unter Inspector MacDonald ein, die Moran den Stein abnimmt und ihn abführen soll. Es kommt zu einer Rauferei im Zug.
Da Holmes ahnt, dass MacDonald ein Komplize von Moran ist, der nur vortäuscht, ihn zu verhaften, fädelt Holmes es während der Rauferei so ein, dass stattdessen Lestrade von MacDonald abgeführt wird. Ebenfalls kann Holmes McDonald den Stern von Rhodesien abnehmen. Sebastian Moran bleibt im Zug bei Holmes und Dr. Watson, während Lestrade MacDonald und die weiteren Komplizen verhaftet.

## Hintergründe
- Nach zwei Filmen kehrt Dennis Hoey als Lestrade zurück. Es ist gleichzeitig sein letzter Auftritt in der Rolle des Kommissars in der Serie, die nach dem nächsten Film Jagd auf Spieldosen noch im selben Jahr beendet wurde.
- Es gibt in diesem Film kaum Anlehnungen an die Erzählungen von Arthur Conan Doyle, es sind nur kleinere Episoden an Das leere Haus, Das Verschwinden der Lady Frances Carfax und Das Zeichen der Vier angelehnt.
- C. Aubrey Smith hat einen Cameo-Auftritt als älterer Gentleman am Bahnsteig.

## Kritiken
Das als streng geltende Fernsehmagazin Prisma bemerkt, der Film fiele etwas aus dem Rahmen der Reihe in seiner Machart, man gab dem Film immerhin drei von fünf Sternen. Ebenso viele Sterne vergab das Filmportal Moviemaze, das die Kürze des Filmes als Knackpunkt ansieht:
„Juwelenraub“ ist aus einem eindeutigen Mangel an Zeit nur ein durchschnittliches Ermittlungsabenteuer für den Meisterdetektiv und seinen treuen Freund Dr. Watson geworden. (Drehbuchautor) Gruber hat zwar alle Zutaten für einen spannenden neuen „Sherlock Holmes“-Fall vereint – auf dem beengten Raum eines Zuges gibt es gleich jede Menge undurchsichtige Verdächtige – doch die Geschichte nimmt sich nicht die Zeit, diese näher zu betrachten. Alles musste schnell gehen, so hat man den Eindruck, damit „Juwelenraub“ in seinen knapp 60 Minuten auch abgeschlossen werden kann. Weder die Handlung bekommt die Zeit für eine Entfaltung und für Raffinesse, noch wird das Potential der interessanten und undurchsichtigen Mitreisenden genutzt. Gegen Ende kommt zwar Dynamik in den Fall, doch wie Sherlock Holmes in nur fünf Minuten dann noch schnell erläutert, warum er jederzeit Herr der Lage war, ist unbefriedigend. Eine sichere Bank sind jedoch wie immer Basil Rathbone und Nigel Bruce, die in ihrem mittlerweile 13. Einsatz das Gespann Sherlock Holmes/Dr. Watson mit traumwandlerischer Sicherheit geben. Auch für die Nebenrollen wurden interessante Gesichter gefunden, die im Rahmen ihrer Möglichkeiten zu der Krimiatmosphäre beitragen."